# هولیان کاسترو

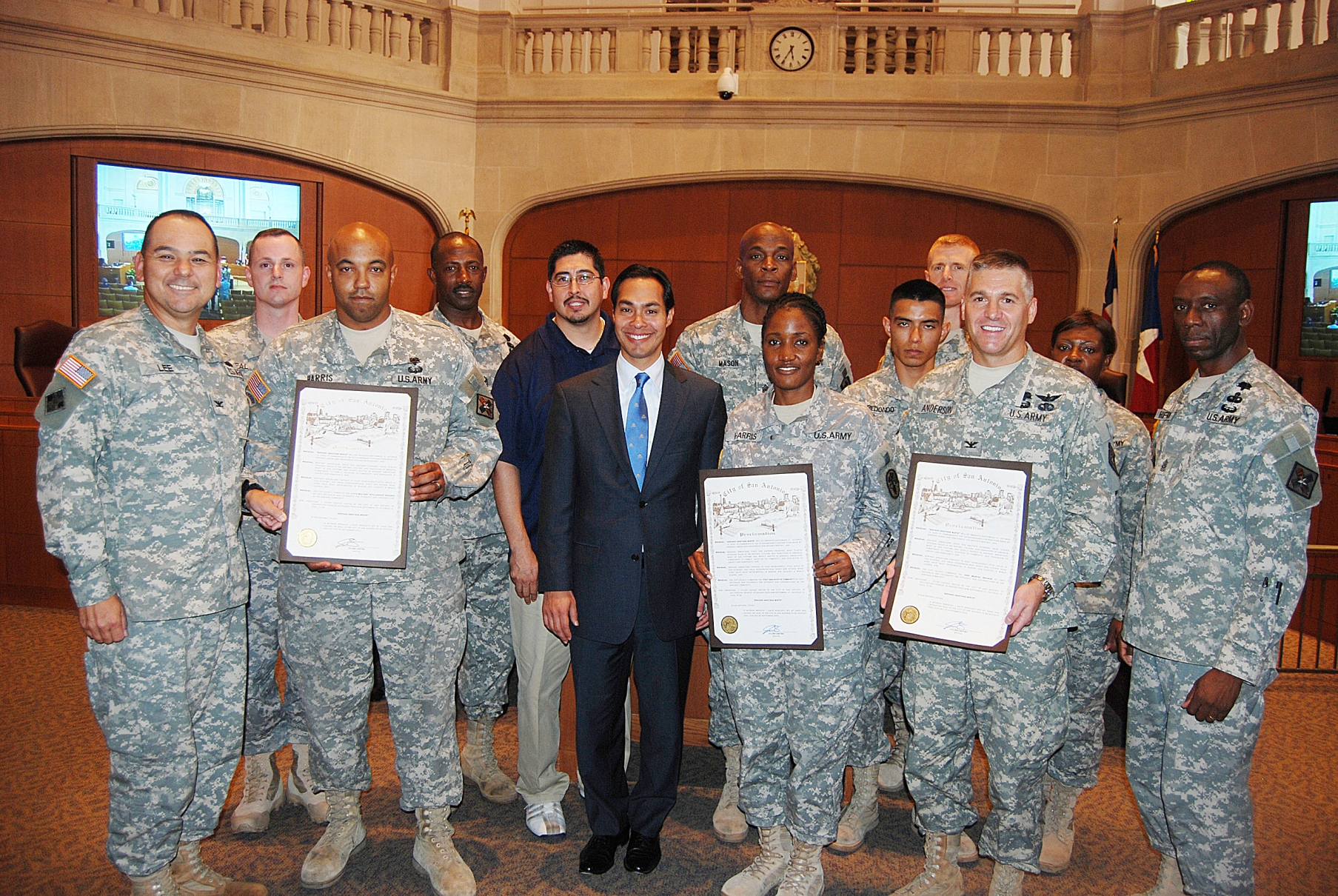
بهمراه سربازان پایگاه سام هیوستون

هولیان کاسترو (‎/ˌhuːliˈɑːn/‎ hoo-lee-AHN, تلفظ اسپانیایی: [xuˈljan]; (به اسپانیولی: Julián Castro) (زاده سپتامبر ۱۹۷۴) شهردار سابق شهر سن آنتونیو در تگزاس و از ۲۸ ژوئیه ۲۰۱۴ تا ۲۰ ژانویه ۲۰۱۷ وزیر مسکن و توسعه شهری ایالات متحده آمریکا بود.
در سال‌های اخیر او را از ستارگان نوظهور حزب دموکرات دانسته‌اند.
او دکترای وکالت از هاروارد و لیسانس دانشگاه استنفورد است.